# SBS 70분드라마
《SBS 70분드라마》는 SBS에서 1997년 6월 15일부터 1998년 1월 23일까지 총 29부작에 걸쳐 방영된 단막극 프로그램이다.
이 드라마는 국내 최초로 방영되기 전에 서울 대학로 성좌소극장에서 시청자를 대상으로 특별 시사회를 마련하였다. 〈가방을 든 남자〉(연출 손홍조 극본 김남)를 상영하였고, 연출을 담당한 손홍조 PD와 주인공인 이발사 장씨로 나오는 배우 최용민이 참석하여 날카로운 질문에 답을 하였다.한편, IMF 역풍에 휘말린 것 외에도 1997년 10월 19일  '숙희 정희' 편 촬영 도중 안전조치 미비 때문에 스턴트맨 이상영씨가 물에 빠져 숨진 것으로 인해 물의를 사 1998년 1월 23일 막을 내렸으며 '숙희 정희' 편은 두 여성 사이의 동성애 관계를 묘사해 청소년보호법 위반 등의 이유로 방송위원회로 부터 "시청자에 대한 사과" 조치를 받았음에도 1999년 5월 20일 울산방송에서 '드라마특선'으로 재방영할 당시 '청소년 유해' 표시나 내용 수정을 하지 않아 방송위원회로 부터 "시청자에 대한 사과"  조치를 받아야 했다.

## 작품 리스트

### 1997년
| 회차 | 방송일    | 작품명                                 | 극본                    | 연출   | 출연자 |
| ---- | --------- | -------------------------------------- | ----------------------- | ------ | --- |
| 1회  | 6월 15일  | 머피와 샐리의 법칙                     | 배유미                  | 고흥식 | 강명주, 김주승, 김영옥, 신구, 박민경, 이석, 유은정, 육동일, 김희정, 이상미, 곽정희                                                                                             |
| 2회  | 6월 22일  | 가방을 든 남자                         | 김남                    | 손홍조 | 최용민, 최종원, 성현아, 강남길, 김해숙, 이창환, 이낙훈, 오승룡, 국정환, 신국, 박종설, 김찬구                                                                                   |
| 3회  | 6월 29일  | 나는 원한다                            | 이장수                  | 이장수 | 심은하, 이병헌, 윤진영, 이현순, 홍승옥, 이장훈, 손종범, 김영규, 김민조, 김명민, 이남주, 임유진, 장은비, 임채연, 이상은, 권근희, 강종영, 송지은                                 |
| 4회  | 7월 6일   | 삼십세                                 | 김도우                  | 오세강 | 하희라, 변우민, 방은희, 이석, 서우림, 전원주, 김홍석, 홍승옥, 최준용, 조중기, 민경조, 김명민, 이상은, 장은비, 김수연, 송지은                                                   |
| 5회  | 7월 13일  | 사랑한 후에                            | 김혜정                  | 김종혁 | 오연수, 황인성, 조민기, 황미선, 이종남, 임성훈, 최창익, 임채연, 장은비 |
| 6회  | 7월 20일  | 베이비 블루스 첫번째 이야기 - 태아일기 | 주찬옥                  | 손홍조 | 신애라, 김상중, 이영후, 최종원, 김민정, 원미원, 서갑숙, 최항석, 김주일 |
| 7회  | 7월 27일  | 베이비 블루스 두번째 이야기 - 육아일기 | 주찬옥                  | 손홍조 | 신애라, 김상중, 이영후, 최종원, 김민정, 원미원, 서갑숙, 최항석, 김주일 |
| 8회  | 8월 3일   | 늪가의 인간                            | 곽인행                  | 이유황 | 류태호, 이주경, 최성준, 박선영, 김성원, 이신재, 김소원, 김민조, 이상은, 임성훈                                                                                                 |
| 9회  | 8월 10일  | 해피 하우스                            | 김혜정                  | 선우완 | 이희도, 차주옥, 장수혜, 이미경 |
| 10회 | 8월 17일  | 교수와 안마사                          | 박찬홍                  | 곽영범 | 장용, 정재순, 곽진영, 정운용, 김호영, 김은영, 이한수, 신복숙, 오대규, 김용헌, 김희정, 권석류, 조민경, 최은진, 김성은                                                           |
| 11회 | 8월 24일  | 그들이 만났을 때                       | 서현주                  | 온형옥 | 송혜교, 추은주, 엄성모, 남성훈, 이경진, 박혜숙, 유정우, 이은희, 곽은주, 안인종, 김영인                                                                                         |
| 12회 | 8월 31일  | 수취인 없음                            | 김도우                  | 김종혁 | 정유석, 조용원, 추상미, 이석, 배도환, 최용민, 박상조, 홍승옥, 이경화, 신현숙                                                                                                   |
| 13회 | 9월 7일   | 자전거 도둑                            | 원작:김소진 극본:박현철 | 이현직 | 조민기, 서혜린, 김경아, 박승태, 박인환, 성동일, 전운, 조남석, 권은아, 서윤경, 윤기원                                                                                           |
| 14회 | 9월 14일  | 두 어머니                              | 배유미, 성주헌          | 오종록 | 김미숙, 김지수, 김영애, 임동진, 이효정, 성창훈, 최준용 |
| 15회 | 9월 21일  | 섬                                     | 정지우                  | 김수룡 | 이혜숙, 허성일, 김정아, 박현숙, 김민정 |
| 16회 | 9월 28일  | 남편의 여자와 여행하는 법              | 원작:차현숙 극본:이경미 | 손원열 | 김청, 길용우, 안연홍, 선우용여, 서영애, 이인철, 노경주, 신은정 |
| 17회 | 10월 5일  | 가족수첩                               | 김혜정                  | 김종혁 | 신구, 한은진, 김도연, 이승신, 이승형, 김규철, 오대규, 장미자, 사현진 |
| 18회 | 10월 12일 | 라스트 카니발(LAST CANIVA)             | 원작:이기원 극본:하청옥 | 이현석 | 엄정화, 김용헌, 양택조, 장기용, 정재은, 사현진, 이상은, 최성호 |
| 19회 | 10월 31일 | 애인떼는 방법 101가지                  | 이희명                  | 장기홍 | 최정윤, 이정재, 박형준, 김태우, 이계인, 최준용, 송지은 |
| 20회 | 11월 7일  | 1997 라이프                            | 이권자                  | 이유황 | 황범식, 김은영, 주호성, 김봉근, 손종범, 노현희, 장칠군, 홍승일, 광복동, 사현진, 김희정, 김남진, 이해영, 이은희, 민경조, 김명민, 임성훈, 장순국, 이근우, 윤동원, 이민우, 양희경 |
| 21회 | 11월 14일 | 토큰박스                               | 김도우                  | 김종혁 | 추상미, 김태우, 순동운, 정민, 김영철, 김민지 |
| 22회 | 11월 21일 | 열두통의 편지                          | 서영명                  | 손원열 | 김수정, 김병세, 남성훈, 김명민 |
| 23회 | 11월 28일 | 임금님표 붕어빵                        | 이유선                  | 장형일 | 임현식, 이재현, 연운경, 김기섭 |
| 24회 | 12월 5일  | 매직 카드                              | 안광                    | 손홍조 | 차광수, 권소정, 국정환, 김찬구, 김인수, 유형관, 최항숙, 성동일, 김용헌, 옥승일, 제현호, 김수연, 고미영, 최성호, 신은정, 정명현, 권정희, 홍림석(아역), 조용화(아역)             |
| 25회 | 12월 12일 | 대한민국 104동                         | 이혜정                  | 이현석 | 최종원, 이인철, 김도연, 윤철형, 신충식, 유퉁, 김혜옥, 전정희, 봉혜선, 엄수진, 오승윤                                                                                           |
| 26회 | 12월 26일 | 숙희 정희                              | 박현철                  | 이강훈 | 고미영, 이선진, 박광현, 임채연 |

### 1998년
| 회차 | 방송일   | 작품명                      | 극본   | 연출   | 출연자                                                                                                 |
| ---- | -------- | --------------------------- | ------ | ------ | --- |
| 27회 | 1월 9일  | 집에 가는 길                | 김규완 | 구본근 | 정태우, 김명민, 이상미                                                                                 |
| 28회 | 1월 16일 | 유치원 버스를 기다리는 아빠 | 이혜선 | 김종혁 | 조민기, 강명주, 박인환, 장미자, 최용민, 이승형, 최준용, 명세빈, 김영철, 신현숙, 곽정욱, 이혜연, 최은진 |
| 29회 | 1월 23일 | 여자, 여자, 여자            | 이유선 | 장형일 | 윤미라, 차주옥, 박주아, 맹상훈, 남포동, 박윤배, 이미경, 정하완, 이배국, 이명숙, 이은경, 윤미향, 김남진 |

## 결방
- 1997년 12월 19일 - 긴급제언 <이것부터 5천만의 소리> 1~2부 편성으로 결방
- 1998년 1월 2일 - 8시 30분부터 신년특집 <이용운 일가의 북한탈출> 2부 편성으로 결방

## 같이 보기
| - KBS 문예극장 - KBS TV 문학관 - KBS 드라마 초대석 - KBS 논픽션 드라마 - KBS TV 문예극장 - KBS 신 TV 문학관 - KBS HDTV 문학관 - KBS 드라마게임 - KBS 드라마 스페셜 (구) - KBS 테마 드라마 - KBS 금요극장 - KBS 일요베스트 - KBS 드라마시티 - KBS 드라마 스페셜 (신) - KBS 드라마 스페셜 연작 시리즈 - KBS 웹드라마 스페셜 - KBS 청소년문학관 - KBS 가요드라마 | - MBC 베스트셀러극장 - MBC 금요극장 - MBC TV 피처 - MBC 베스트극장 - MBC 일요 드라마 극장 - MBC 드라마 페스티벌 - SBS 여성극장 - SBS 70분드라마 - SBS 오픈드라마 남과여 - JTBC 드라마페스타 - tvN 드라마 스테이지 - tvN 드라마 O'PENing |